# 弓削神社 (八尾市)
弓削神社（ゆげじんじゃ）は、大阪府八尾市にある神社。同名神社として2社があり、いずれも式内社（式内大社）論社。

## 概要
延長5年（927年）成立の『延喜式』神名帳で河内国若江郡に「弓削神社二座 大 月次相嘗新嘗」と記載された式内社（式内大社）の論社として、大阪府八尾市内に次の2社がある。
1. 弓削神社（八尾市東弓削） - 旧若江郡東弓削村鎮座。旧村社。
2. 弓削神社（八尾市弓削町） - 旧志紀郡西弓削村（弓削村）鎮座。旧村社。

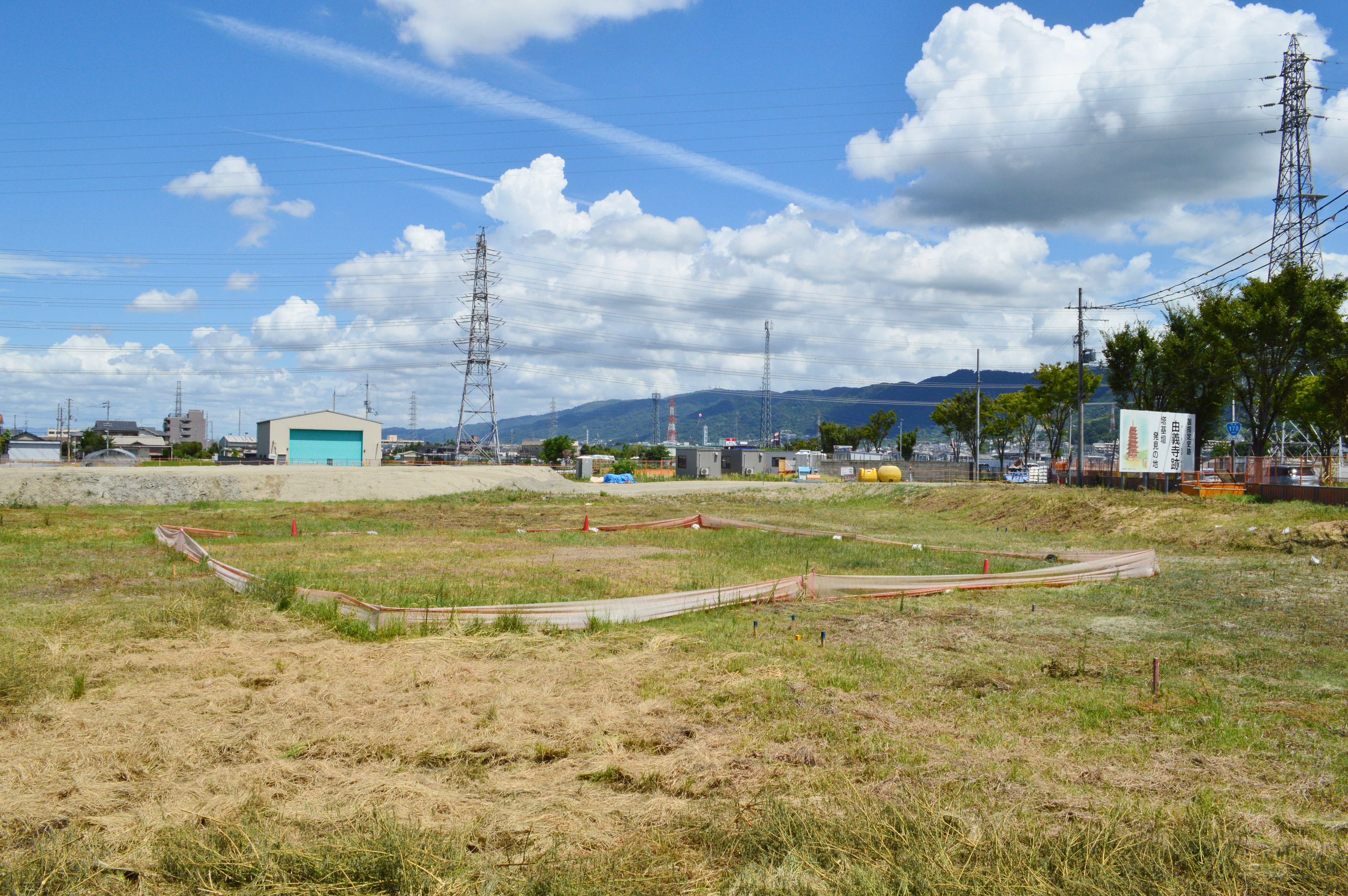
由義寺跡（八尾市東弓削）

両社は長瀬川を挟んで約300メートル離れて鎮座する。平安時代中期の『和名抄』には河内国若江郡に「弓削郷」の記載があり、奈良時代の文書には河内国若江郡の人として「弓削宿禰伯万呂」が見えることから、一帯は古代氏族の弓削氏の集住地であったとされる。弓削神社は、その社名から弓削氏の氏神であったとされ、付近では弓削氏の氏寺とされる弓削寺（のち由義寺）の所在も知られるほか、弓削道鏡との関連で称徳天皇が由義宮（西の京）を営んだことも知られる。一帯は大化前代の軍事氏族の物部氏の支配地で、弓削氏はその配下にあって弓削部を管掌した伴造氏族であり、『新撰姓氏録』では忌部系氏族（天日鷲翔矢命）と物部系氏族（石上同祖）の二流の「弓削宿禰」の記載が見える。なお八尾市域では、同様に矢作部を管掌した矢作氏の氏神である矢作神社（八尾市南本町）の鎮座や、物部系神社として渋川神社（八尾市植松町）・跡部神社（八尾市亀井町）の鎮座も知られる。
弓削神社は、古代の河内国においては枚岡神社（東大阪市、河内国一宮）・恩智神社（八尾市、伝河内国二宮）に次ぐ格式を持った神社であったといわれる。しかしその後は衰退し、現在は上記の2社が鎮座する。両社の本社・分社関係などは詳らかでなく、大和川の氾濫被害に伴う村移動や分村で変遷が生じた可能性を指摘する説もあるが、史料上では明らかでない。なお東弓削の弓削神社の東約300メートルの地に「古宮」の小字が残るため、同地を旧鎮座地と推定する説もある。
『延喜式』神名帳に記載される祭神2座の内容も詳らかでないが、『日本三代実録』に見える河内国の弥加布都命神・比古佐自布都命神（いずれも現在の所在地未詳）に比定する説がある。特に『河内志』では東弓削の弓削神社を弥加布都命神に、弓削町の弓削神社を比古佐自布都命神にあてており、この説は『河内名所図会』・『神名帳考証』・『大日本史神祇志』・『神祇志料』にも見える。また弓削町の弓削神社は江戸時代に「府都大明神」と称されており、関連性が指摘される。なお関連記事として、『古事記』では建御雷神が授けた刀（布都御魂）の別名として「甕布都神」・「佐士布都神」と見える。

## 歴史

### 概史
| 年     | 枚岡神                     | 恩智神                     | 弓削神             | 弥加布都命神 比古佐自布都命神 |
| ------ | -------------------------- | -------------------------- | ------------------ | ----------------------------- |
| 836年  | 従三位勲三等 →正三位勲三等 |                            |                    |                               |
| 839年  | 正三位勲三等 →従二位勲三等 |                            |                    |                               |
| 850年  |                            | 正三位                     |                    |                               |
| 856年  | 従一位                     |                            |                    |                               |
| 859年  | 従一位勲三等 →正一位勲三等 | 正三位勲六等 →従二位勲六等 | 従五位下 →従五位上 |                               |
| 860年  |                            |                            |                    | 従三位 →従二位                |
| 神名帳 | 名神大                     | 名神大                     | 大                 |                               |
| 一宮制 | 一宮                       | （伝）二宮                 |                    |                               |

創建は不詳。
国史では、天安3年（859年）に「弓削神」の神階が従五位下から従五位上に昇叙された旨が記載されている。また貞観2年（860年）に従三位から従二位に進んだと見える河内国の「弥加布都命神」・「比古佐自布都命神」に比定する説もある。ただし天安3年の従五位上に比べて非常に高い神階であるため、否定的な見解も強い。
延長5年（927年）成立の『延喜式』神名帳では、河内国若江郡に「弓削神社二座 大 月次相嘗新嘗」として、2座が式内大社に列するとともに朝廷の月次祭・相嘗祭・新嘗祭では幣帛に預かる旨が定められている。金剛寺本の標注によれば『弘仁式』段階では既に存在したとされる。また河内国で相嘗祭に預かったのは枚岡神社（東大阪市）・恩智神社（八尾市）・弓削神社の3社のみであった。なお神名帳によれば、甲斐国八代郡・近江国高島郡にも弓削神社の存在が知られる。
永万元年（1165年）6月日の「神祗官諸社年貢注文」では、枚岡社・恩智社と並び「弓削社神主被成」と記載されている。
中世期の変遷は詳らかでない。天文20年（1551年）の「観心寺恒例修正勧請神名帳」では「弓削大明神」と見える。
近世期には現在のように東弓削・西弓削に各1社が鎮座した。
明治維新後、東弓削・西弓削の両社は明治5年（1872年）に近代社格制度において村社に列している。

### 神階
- 天安3年（859年）1月27日、従五位下から従五位上（『日本三代実録』）[原 6] - 表記は「弓削神」。

貞観2年（860年）に従三位から従二位に進んだ河内国の「弥加布都命神」・「比古佐自布都命神」を当社に比定する説がある（枚岡神社の4座中2座に比定する説もある）。

## 弓削神社 (八尾市東弓削)
弓削神社（ゆげじんじゃ）は、大阪府八尾市東弓削にある神社。式内社（式内大社）論社で、旧社格は村社。

### 祭神
現在の祭神は次の7柱。
- 饒速日命 - 物部氏祖神。
- 弥加布都命
- 品陀和気命
- 宇麻志麻治命 - 物部氏祖神。
- 天日鷲命 - 『新撰姓氏録』[原 7]に弓削宿禰の祖として見える[2]。
- 比古左自彦命
- 菅原道真

### 歴史
『日本三代実録』貞観元年（859年）条の「弓削神」、ならびに延長5年（927年）成立の『延喜式』神名帳の式内大社「弓削神社二座」の論社とされる。
江戸時代、天保2年（1831年）の矢作神社文書に「弓削神社」と見える。
明治維新後、明治5年（1872年）に近代社格制度において村社に列している。

### 境内

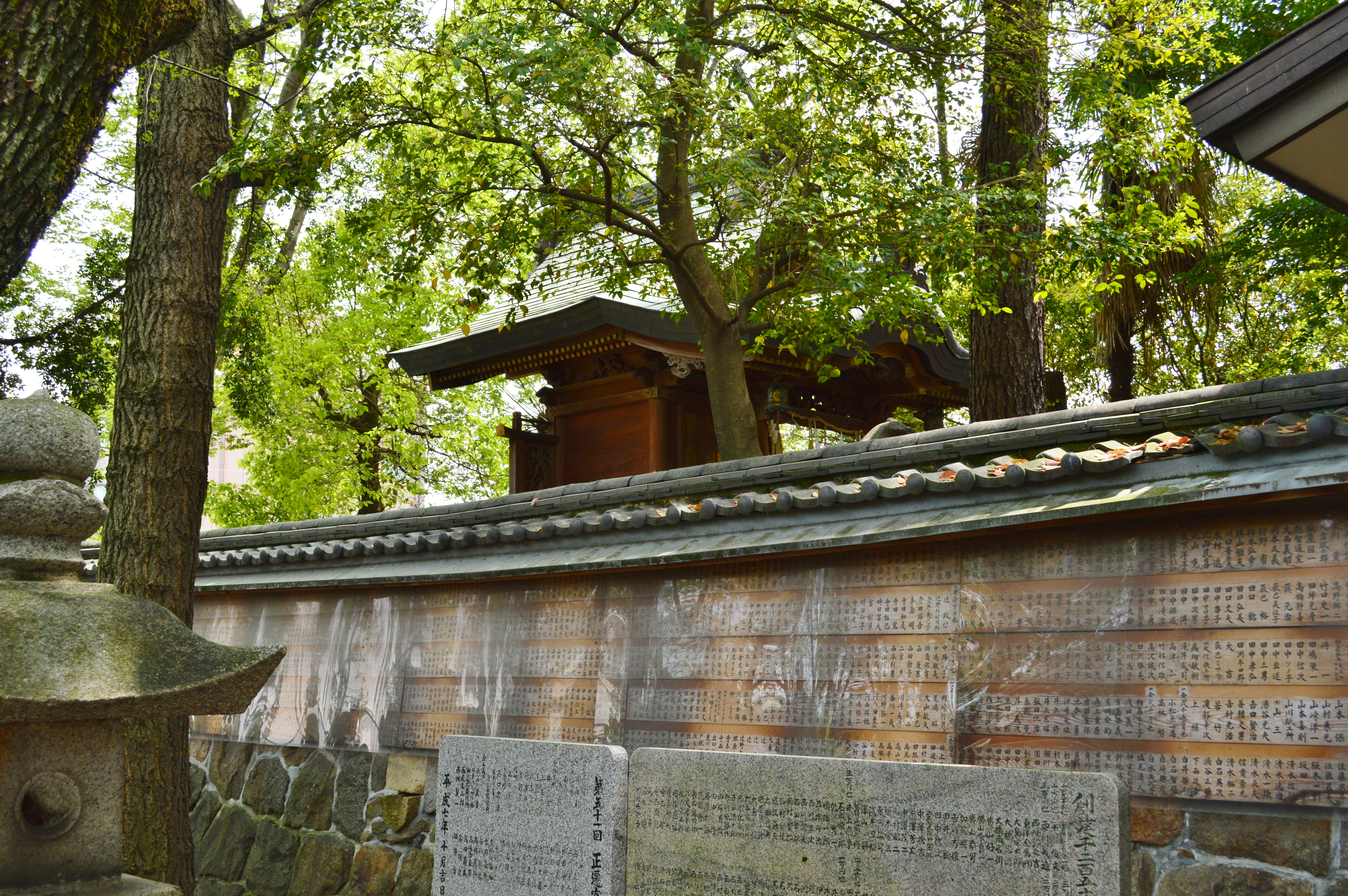
本殿
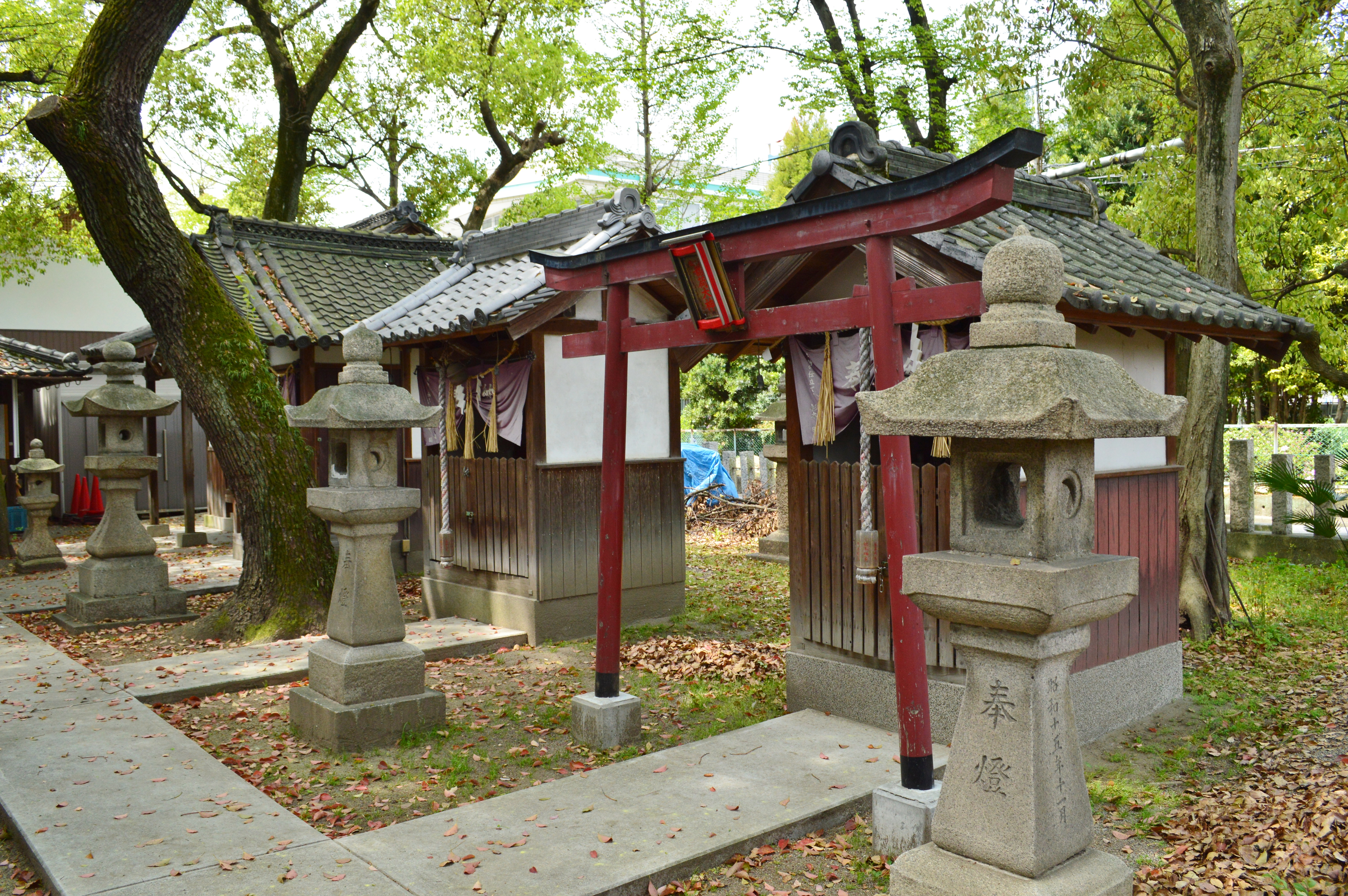
境内社

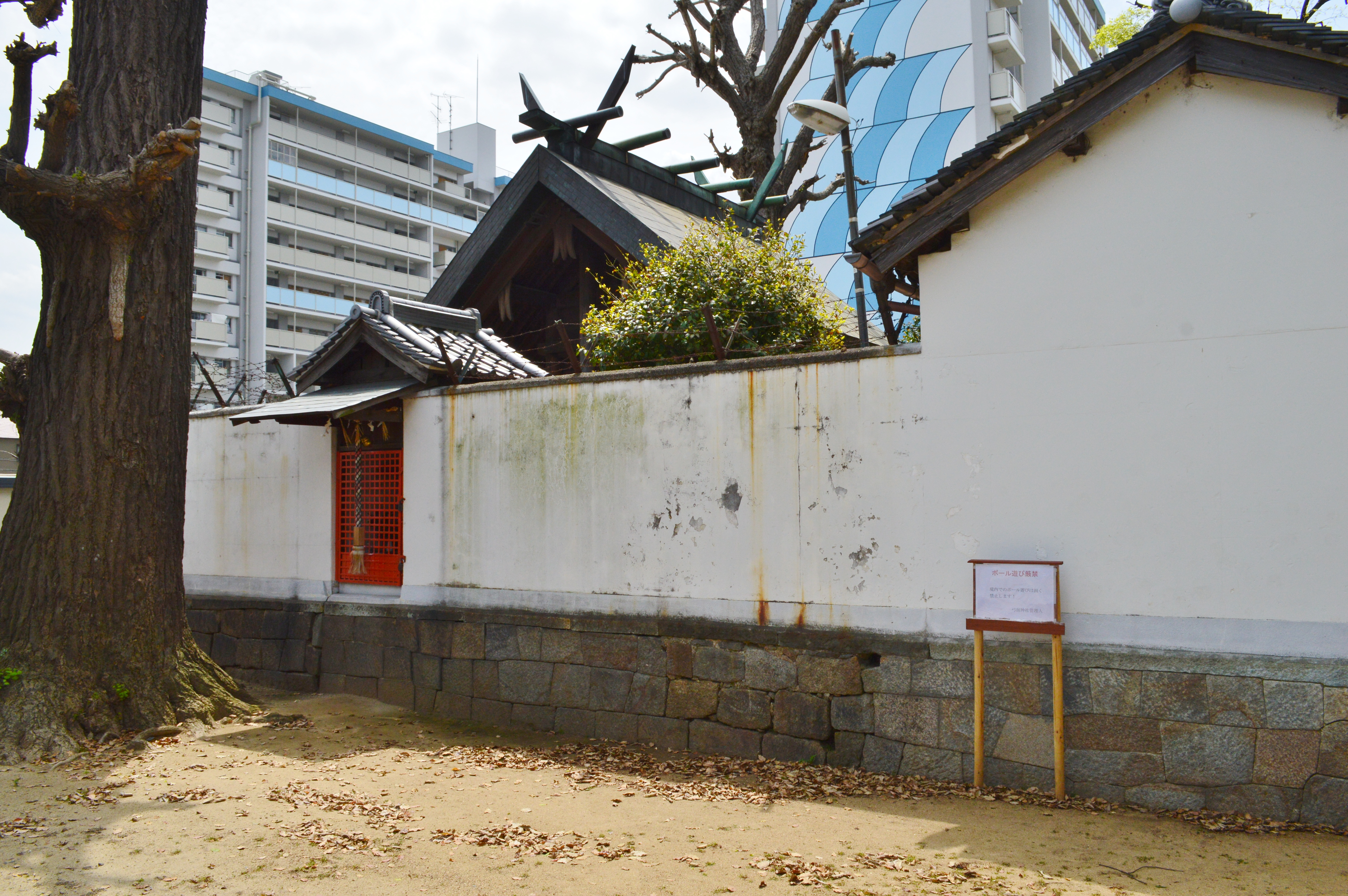
本殿

## 弓削神社 (八尾市弓削町)
弓削神社（ゆげじんじゃ）は、大阪府八尾市弓削町にある神社。式内社（式内大社）論社で、旧社格は村社。

### 祭神
現在の祭神は次の3柱。
- 饒速日命 - 物部氏祖神。
- 可美麻治命 - 物部氏祖神。
- 天照皇大神 - 二俣に所在した天照皇太神社の合祀。

### 歴史
『日本三代実録』貞観元年（859年）条の「弓削神」、ならびに延長5年（927年）成立の『延喜式』神名帳の式内大社「弓削神社二座」の論社とされる。
『河内志』・『河内鑑名所記』では「八幡春日牛頭天王府都の大明神」と見える。
明治維新後、明治5年（1872年）に近代社格制度において村社に列している。

### 境内
- 本殿
- 境内社

### 祭事
年間に行われる主な祭事は次の通り。
- 元旦祭（1月1日）
- 祈年祭（2月17日）
- 夏祭（7月31日）→秋祭りに統合
- 秋祭[8]（10月9日）9月下旬または10月第一週土・日
- 新穀感謝祭（11月23日）